# Raffaele Stasi
Raffaele di Noè Stasi (Napoli, 11 febbraio 1896 – Melette, 22 novembre 1917) è stato un militare italiano, decorato di medaglia d'oro al valor militare alla memoria nel corso della prima guerra mondiale.

## Biografia
Nacque a Napoli l'11 febbraio 1896, figlio di Noè e di Egilda Mauro. Conseguì la licenza di scuola media superiore presso il Liceo Mamiani di Roma, e quindi si iscrisse alla facoltà di medicina de La Sapienza. All'atto dell'entrata in guerra del Regno d'Italia,  avvenuta il 24 maggio 1915, lasciò gli studi e chiese di essere arruolato nel Regio Esercito, ma fu temporaneamente  riformato per motivi di salute. Fu arruolato nel febbraio 1916 presso il 2º Reggimento bersaglieri e quindi inviato alla Regia Accademia Militare di Fanteria e Cavalleria di Modena. Nel giugno di quell'anno fu nominato aspirante ufficiale, e alla fine del mese di luglio fu inviato in zona di operazioni in forza al 130º Reggimento fanteria della Brigata Perugia a Campomulo. Al comando di una sezione di mitragliatrici-pistola si distinse in combattimento sul Monte Zebio e sul Monte Colombara. Promosso sottotenente nel mese di novembre, nel maggio 1917 fu inviato sul fronte dell'Isonzo, e il 28 dello stesso mese a Castagnevizza fu promosso tenente per merito di guerra. Assunto il comando della 6ª Compagnia il 27 ottobre, dopo l'esito negativo della battaglia di Caporetto, con successivi trasferimenti passò dal fronte del Carso a quello dell'altopiano di Asiago. Il 15 novembre entrò in azione in Val Miela, settore nord-est di Casarsa-Meletta Davanti Meletta Davanti, dove contrastò alcuni attacchi nemici durati più giorni. Alla testa della sua Compagnia cadde in combattimento il 22 novembre ucciso da una raffica di mitragliatrice. Prima di spirare ebbe il tempo di sussurrare ad un altro ufficiale: Zerbini, muoio. La mia mamma, andate avanti!. Con Regio Decreto del 31 maggio 1921 fu insignito della medaglia d'oro al valor militare.
È sepolto nel Sacrario militare di Asiago, un monumento lo ricorda a Melette e gli è intitolato il cimitero militare di Marcesina.
(monumento Melette di Gallio)
Con il Tenente Luigi Marzo e il Sottotentente Angelo Pedaci, fu tra i tre ufficiali di Acquarica del Capo (LE) onorati assieme a sessantuno militari semplici mediante la costruzione del Monumento ai Caduti della Grande Guerra realizzato nel 1922 dall'artista Luigi Anselmi da Neviano per volontà del padre, Noè Stasi, presidente della locale Associazione combattenti e poi Sindaco di Acquarica del Capo.

### Annotazioni
1. ↑  Ufficiale di carriera di Acquarica del Capo (provincia di Lecce) e autore del Manuale per allievi caporali, allievi sergenti e volontari di un anno di fanteria edito a Napoli nel 1898 (28 edizioni da 10 000 copie ognuna fino al 1921).

### Fonti
1. 1 2 3 4 5 6 7 8 9 10  Combattenti Liberazione.
2. 1 2  Carolei, Greganti, Modica 1968, p. 200.
3. 1 2  Segreti della Storia.
4. ↑   Onorificenze, su quirinale.it, www.quirinale.it. URL consultato il 14 aprile 2009.